# Tarte à la rhubarbe
Une tarte à la rhubarbe est une tarte garnie de rhubarbe. C’est un mets populaire au Royaume-Uni, où la rhubarbe se cultive depuis le XVIIe siècle, et où ses tiges se consomment depuis le XVIIIe siècle.
En plus de rhubarbe coupée en dés, elle contient presque toujours une grande quantité de sucre afin de compenser l’acidité prononcée de la plante. Une tarte aux fraises et à la rhubarbe,,, quant à elle, est un type de tarte sucrée-acide qui comprend une garniture à base de fraises et de rhubarbe. Parfois, on utilise également du tapioca,. La tarte se prépare généralement avec une couche de pâte inférieure, puis différents types de couches supérieures. Aux États-Unis, on confectionne souvent une croûte supérieure en treillis.
Cette tarte est un dessert traditionnel des États-Unis. Elle fait partie intégrante de la cuisine de la Nouvelle-Angleterre. La rhubarbe est un choix populaire pour la préparation des tartes dans la région des Grandes Plaines, où il n’est pas toujours aisé de se procurer d’autres fruits.
Les tartes et desserts à la rhubarbe sont également appréciés au Canada, où la plante parvient à s’accommoder du climat froid,.

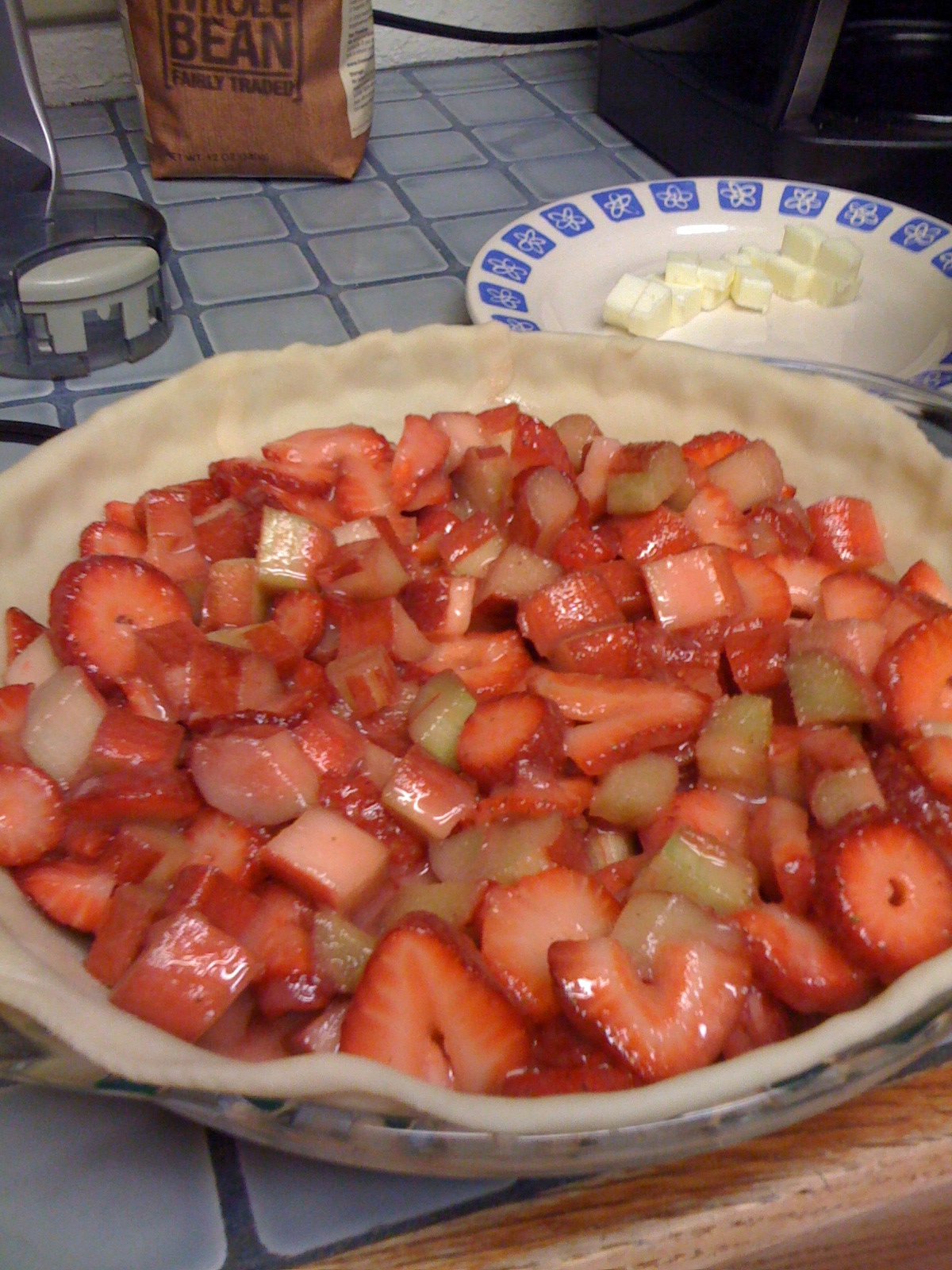
Garniture d’une tarte à la rhubarbe et aux fraises

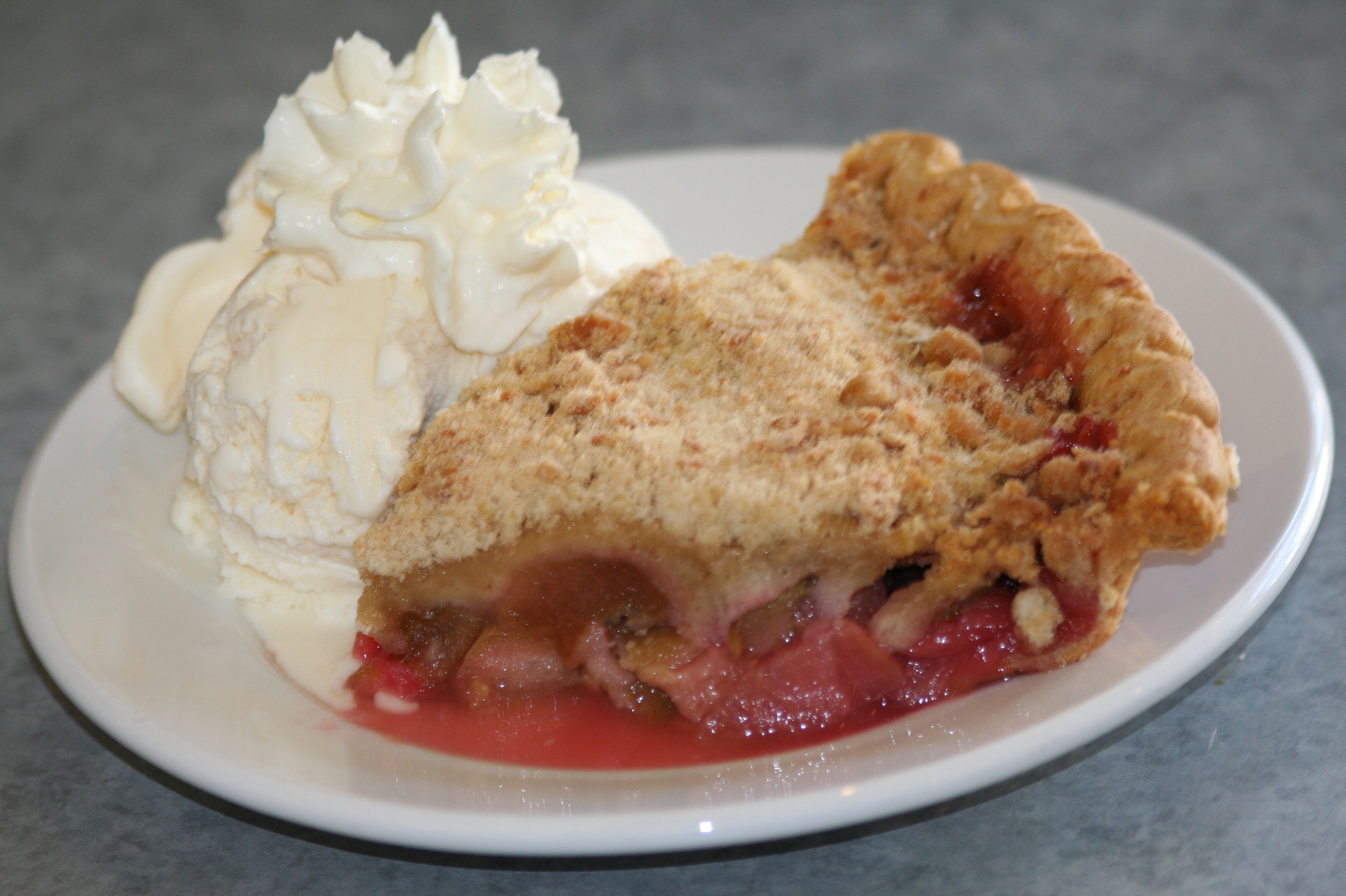
Tarte à la rhubarbe